# 星唇黏盲鰻
星唇黏盲鰻，為盲鳗科黏盲鰻屬的其中一種。分布於西太平洋巴布亞紐幾內亞海域，為深海魚類，棲息深度可達500公尺，體延長呈圓柱狀，體後方側扁，眼退化為皮膚所覆蓋，無上下頜，口腔外緣具四對鬚，體側黏液孔具有83-84個，體長可達40公分，屬肉食性，生活習性不明。